# Harley Jane Kozak
Pour les articles homonymes, voir Kozak.
Susan Jane Kozak, dite Harley Jane Kozak, est une actrice et écrivaine américaine, née le 28 janvier 1957 à Wilkes-Barre, en  Pennsylvanie.

## Biographie

### Jeunesse, enfance et débuts
Elle naît en Pennsylvanie d'un père avocat et d'une mère professeur de musique. Après le décès de son père survenu quand elle avait un an, elle déménage dans le Dakota du Nord puis dans le Nebraska. Elle suit les cours de la Tisch School of the Arts dont elle sort diplômé en 1980.

### Carrière
Elle débute comme actrice la même année en obtenant un rôle secondaire récurrent dans la série télévisée Texas. Elle apparaît pour la première fois au cinéma dans le film d'horreur The House on Sorority Row ou elle incarne l'une des sept sœurs poursuivi par un tueur en série.
Elle devient populaire grâce au rôle de Mary DuVall dans la série Santa Barbara où sa mort tragique émeut les fans de la série qui écrivent alors en masse pour demander son retour, qu'elle refuse cependant malgré la volte-face des producteurs. Elle joue ensuite dans la série Les Chevaliers de la nuit puis dans de nombreuses productions destinées à la télévision.
Elle apparaît également à plusieurs reprises au cinéma, notamment dans les comédies Le Plus Beau Cadeau du monde et The Favor.

### Parcours
Elle écrit un premier roman policier en 2004 intitulé Dating Dead Men mettant en scène l'enquêtrice Wollie Shelley. Ce récit est un succès critique et Kozak remporte notamment le prix Agatha du meilleur premier roman. Elle écrit ensuite trois nouvelles aventures de Shelley. En 2013, elle participe avec Heather Graham et Alexandra Sokoloff (en) à l'écriture d'un des volumes de la trilogie Keepers L.A..

## Filmographie

### Au cinéma
- 1982 : The House on Sorority Row de Mark Rosman : Diane
- 1988 : Retour à la vie (Clean and Sober) de Glenn Gordon Caron
- 1989 : Quand Harry rencontre Sally (When Harry Met Sally...) de Rob Reiner : Helen
- 1989 : Portrait craché d'une famille modèle (Parenthood) de Ron Howard : Susan
- 1990 : Side Out de Peter Israelson : Kate Jacobs
- 1990 : Arachnophobie (Arachnophobia) de Frank Marshall : Molly Jennings
- 1991 : Necessary Roughness (en) de Stan Dragoti : Dr. Susan Carter
- 1991 : La Prise de Beverly Hills (The Taking of Beverly Hills) de Sidney J. Furie : Laura Sage
- 1991 : Le Plus Beau Cadeau du monde (All I Want for Christmas) de Robert Lieberman : Catherine O'Fallon
- 1994 : The Favor de Donald Petrie : Kathy Whiting
- 1995 : Orky (Magic in the Water) de Rick Stevenson (en) : Dr. Wanda Bell
- 1997 : Dark Planet d'Albert Magnoli : Brendan
- 1997 : The Lovemaster (en) de Michael Goldberg (en) : Karen
- 2009 : The Red Queen de David Carren
- 2015 : I Spit on Your Grave 3 de R.D. Braunstein
- 2015 : Quand la magie opère (A Kind of Magic) de Tosca Musk : Abby Andover
- 2018 : The Amaranth de Albert Chi : Holly
- 2019 : More Beautiful for Having Been Broken de Nicole Conn : Vivienne Pinchot

### Télévision

#### Séries télévisées
- 1981-1982 : Texas (128 épisodes) : Brette Wheeler
- 1983-1984 : Haine et Passion (Guiding Light) (55 épisodes) : Annabelle Sims Reardon
- 1985-1986 et 1989: Santa Barbara (Santa Barbara) (179 épisodes) : Mary Duvall McCormick
- 1986 : Les Routes du paradis (Highway to Heaven) (1 épisode) : Caroline McCorkindale
- 1988 : Supercarrier (1 épisode) : Commandant Libby Marcus
- 1988 : CBS Summer Playhouse (1 épisode) :  Viki
- 1988-1989 : Les Chevaliers de la nuit (9 épisodes) : Barbara 'Babs' Sheppard
- 1991 : La Loi de Los Angeles (L.A. Law) (2 épisodes) : Rikki Davis
- 1992 : Crossroads (1 épisode)
- 1993 : La Chambre secrète (The Hidden Room) (1 épisode) : Deborah
- 1993-1994 : Harts of the West (en) (15 épisodes) : Alison Hart
- 1994 : Dream On (1 épisode) : Jill Chadfield
- 1995 : Bringing Up Jack (6 épisodes) : Ellen McMahon
- 1995-1996 : Charlie Grace (3 épisodes) : Holly
- 1996 : Le Titanic (Titanic) (mini-série) (2 épisodes) : Bess Allison
- 1996 : Troubles (Strangers) (1 épisode) : Leslie
- 1997 : Au-delà du réel : l'aventure continue (The Outer Limits) : Prisonnière 98 843 (Épisode 3.07 : Le camp)
- 1997 : Stargate SG-1 (saison 1, épisode 7) : Sara O'Neill
- 1997-1998 : You Wish (13 épisodes) : Gillian Apple
- 1998 : Trois hommes sur le green (1 épisode) : Marcie
- 1998 : Chicago Hope : La Vie à tout prix (Chicago Hope) (2 épisodes) : Dr. Lucille Corcoran
- 1999 : La Croisière s'amuse, nouvelle vague (The Love Boat) (1 épisode) : Cassandra Taylor
- 2000 : Deuxième Chance (Once and again) (1 épisode)
- 2000 : TV Business (2 épisode) : Felicia
- 2020 : The Show Must Go Online (1 épisode)
- 2022 : The Righteous Gemstones (2 épisode) : La mère de BJ
- 2022 : Provenance : Gwen

#### Téléfilms
- 1990 : So Proudly We Hail de Lionel Chetwynd : Susan McCarran
- 1993 : L'Histoire d'Amy Fisher (en) (The Amy Fisher Story) d'Andy Tennant : Amy Pagnozzi
- 1995 : L'Androïde (The Androïd Affair) de Richard Kletter : Karen Garrett
- 1996 : The Nerd de James Burrows : Tanzie Boyd
- 1996 : Sans pardon (en) (Unforgivable) de Graeme Campbell : Judy Hegstrom
- 1996 : Jeunesse volée (A Friend's Betrayal) de Christopher Leitch : Abby
- 1998 : Le Vœu de toute une vie (en) (Emma's Wish) de Mike Robe : Joy Bookman

## Œuvre littéraire

### Romans

#### SérieWollie Shelley
- Dating Dead Men (2004)
- Dating Is Murder (2005)
- Dead Ex (2007)
- A Date You Can't Refuse (2009)

#### SérieKeeper
- Keeper of the Moon (2013)

### Nouvelle
- Madeeda in Crimes By Moonlight (2010) Publié en français sous le titre Madida dans l'anthologie Crimes au clair de lune, Paris, Éditions Michel Lafon, 2011

## Distinctions
- Prix Agatha 2004 du meilleur premier roman avec Dating Dead Men.
- Prix Macavity du meilleur premier roman en 2005 avec Dating Dead Men.